# 卡隆赫
卡隆赫，是西班牙加泰罗尼亚赫罗纳省的一个市镇。总面积34平方公里，总人口6650人（2001年），人口密度196人/平方公里。